# آندرئاس والتسر
آندرئاس والتسر (ایتالیایی: Andreas Walzer؛ زادهٔ ۲۰ مهٔ ۱۹۷۰) دوچرخه‌سوار اهل آلمان است.
وی در مسابقات کشوری و بین‌المللی در مجموع برندهٔ ۱ مدال طلا شده‌است.